# Three cheers for sweet revenge
Three Cheers For Sweet Revenge es el segundo álbum de estudio de la banda estadounidense de rock My Chemical Romance. Se publicó en 2004 y fue su primer disco bajo el sello Reprise Records. Su temática gira en torno a un hombre que vuelve de la muerte, con el objetivo de encontrar a su novia y matar a quienes lo excluyeron en vida. Diferentes críticos han notado la presencia de elementos de humor negro en el álbum.
Para promocionar el disco, la banda, durante 2004 y 2005, realizó presentaciones en medios de comunicación, participó en festivales y llevó a cabo su primera gira mundial. De las trece canciones del álbum, tres se eligieron como sencillos: «I'm Not Okay (I Promise)», «Helena» y «The Ghost Of You». Ha recibido certificaciones como disco de oro o de platino en varios países de América, Europa y Oceanía, incluidos los Estados Unidos, donde es triple disco de platino.

## Contenido lírico y musical
Jon Wiederhorn de MTV.com comentó que «las letras del disco cuentan una historia inspirada en películas extranjeras, músicos como Tom Waits y Nick Cave y los cómics de Garth Ennis». El vocalista Gerard Way ha explicado la temática de Three cheers for sweet revenge: «Teníamos una canción llamada “Demolition Lovers”, de nuestro primer álbum. Hacia su final, el personaje principal y su novia son baleados en el desierto. Así que, en este disco, él está en el infierno buscándola, y el Diablo le dice que ella aún está viva. Él le dice: “Tengo que estar con ella”, y el Diablo le dice: “Entonces tráeme las almas de mil hombres malvados; te enviaré de regreso a la Tierra, y cuando mates al último, la encontrarás”». Way también se ha referido al disco como «un álbum conceptual sobre un hombre que vuelve de la muerte para matar a la gente que lo excluía por no encajar durante su vida». En este mismo sentido, la revista Rolling Stone describe que en el álbum hay humor negro y también «un corazón negro» y menciona como ejemplo a la canción «I'm Not Okay (I Promise)», a la que califica como «un conmovedor himno para los jóvenes deprimidos». Además, sostiene que el mensaje del álbum es evidente, y lo sintetiza con la siguiente oración: «Oigan, niños, está bien que estén hechos un desastre; estaríamos preocupados por ustedes si no lo estuvieran».
Allmusic afirma que la instrumentación en el disco es hiperactiva, y que pareciera querer decir «pasemos a la siguiente nota AHORA»; también describe al álbum como un corte «musicalmente claustrofóbico, desarreglado y cargado de adrenalina». Jon Wiederhorn de MTV.com sostiene que «el primer sencillo del disco, “I'm Not Okay (I Promise)”, ilustra la pasión y el poder de la nueva forma de cantar de Gerard Way. Las voces son melódicas y emotivas, enrabiadas sin ser gritadas, y al llegar al final de la canción suena como si se fuera a desmayar de agotamiento». Ian Mathers de la revista Stylus considera que en este álbum, con respecto al anterior, la banda ha mantenido su concepto del mundo hiperromántico, obscuro, no lejos del gótico, fatalista y de humor negro. También destaca que la agrupación «ha dejado atrás las estructuras más complicadas con las que trabajaron la vez pasada, pero a pesar de ser un álbum con una escala dramática relativamente pequeña, Three Cheers For Sweet Revenge fluye inicialmente bien, y se mueve velozmente desde la apertura especialmente melódica de “Helena” a un conjunto de canciones con fuertes influencias del hardcore punk».

## Promoción

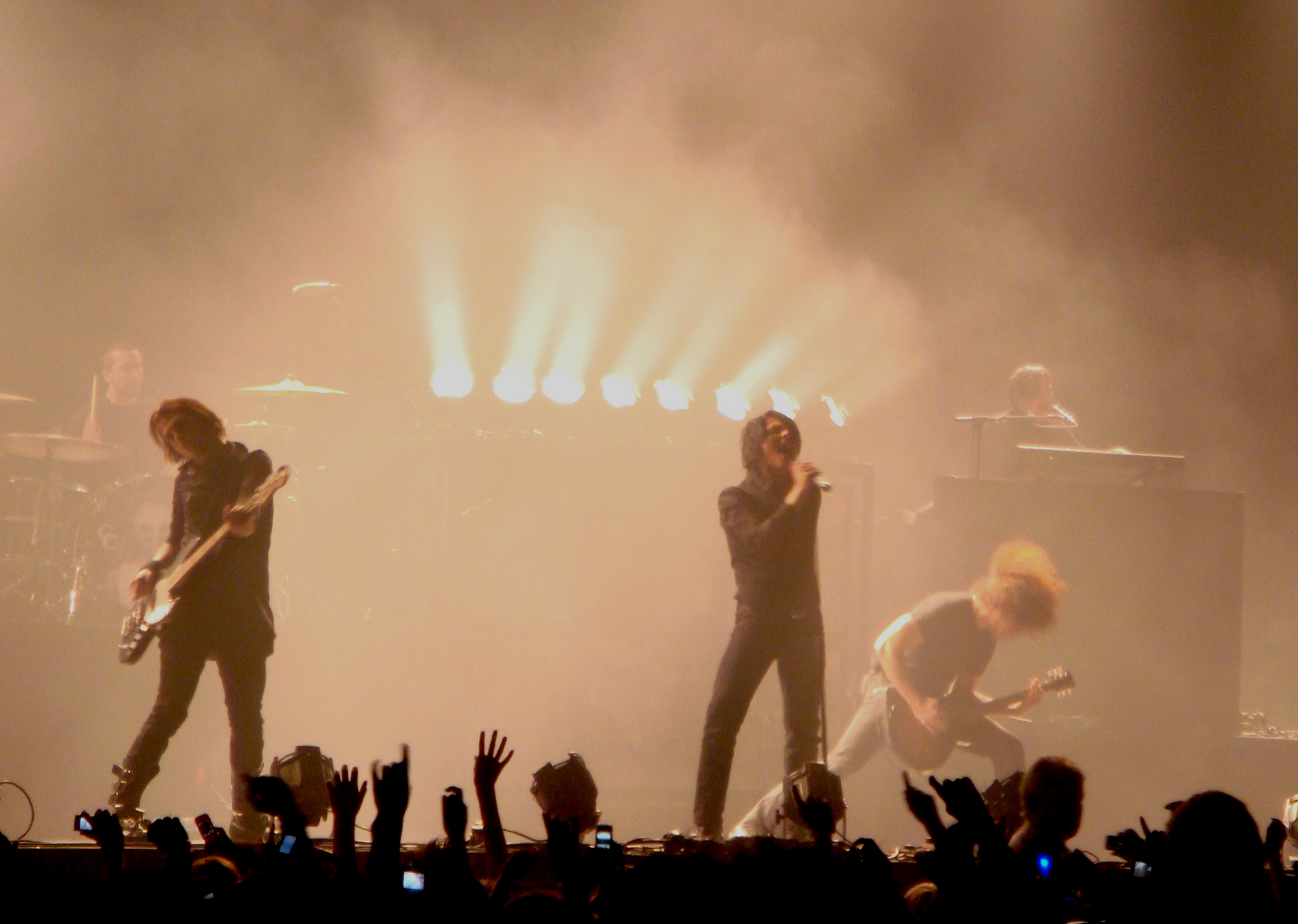
My Chemical Romance tocando en un concierto

### Giras
Luego del lanzamiento, My Chemical Romance inició una serie de presentaciones en vivo durante 2004 y 2005, entre las que se encuentran actuaciones en radios, viajes a Japón y Europa y su participación en las giras Taste of Chaos y Warped Tour. Además, sus connacionales Green Day los invitaron a que hicieran los espectáculos de apertura en una etapa estadounidense de su gira American Idiot World Tour, desde el 15 de abril de 2005 en Miami. Por último, desde septiembre de 2005 la banda llevó a cabo su primera gira mundial, durante la que ofrecieron conciertos en Estados Unidos, Europa y Canadá.

### Videoclips
De los sencillos del álbum, tres contaron con su respectivo videoclip: «I'm Not Okay (I Promise)», «Helena» y «The Ghost Of You». En particular, la popularidad del video de «Helena» supuso que obtuviera la primera posición en la lista del programa de televisión TRL de MTV, además de otorgarle a la banda cuatro nominaciones en los MTV Video Music Awards 2005. El grupo tenía planeado crear un cuarto videoclip, para la canción «You Know What They Do To Guys Like Us In Prison», aunque esto nunca se concretó.

## Recepción

### Crítica
La revista Rolling Stone le dio al álbum una calificación de 3,5 estrellas, de un total de 5. Comentó que «la respuesta positiva que recibió el disco fue abrumadora», y que otras bandas emo como Panic! at the Disco habían seguido el camino de My Chemical Romance. Además, sostuvo que la historia del disco estaba «pintada en colores saturados», y que «incluso las bromas son rendidas en osados golpes: los títulos de las canciones —“The Jetset Life Is Gonna Kill You”, “It's Not A Fashion Statement, It's A Death Wish”— se leen como perfectos stickers de parachoques para un coche fúnebre». El sitio web Allmusic describió el álbum como «un producto valioso y bien implacable»; a su producción la define como «económica y de fuertes tiples», y lo califica con cuatro estrellas de un total de cinco. Jon Wiederhorn de MTV.com afirma que la música en el álbum «es tan creativa como las letras compuestas por la banda», y que las canciones «están llenas de introducciones no convencionales, quiebres de texturas y secciones medias impredecibles», que mantienen a My Chemical Romance sonando «frescos e inspirados». Ian Mathers de la revista Stylus comentó que el álbum, respecto de su antecesor, mantiene algunas características, pero destaca el cambio que se hizo a una discográfica importante y el trabajo de un mejor productor. También menciona que el disco tiene —además del interludio— doce canciones «casi perfectas».

### Ventas y certificaciones
Three cheers for sweet revenge ha vendido más de 3 000 000 de copias en los Estados Unidos, por lo que recibió la certificación de triple disco de platino por la RIAA. En México vendió más de 50 000 copias y recibió un disco de oro; de igual forma, es disco de oro en Chile y en Argentina, por la venta de 7500 y 20 000 copias, respectivamente. Otros países en los que ha recibido certificaciones son Australia (disco de oro) y Canadá y Reino Unido (disco de platino).
| País           | Organismo certificador | Certificación | Ventas certificadas | Ref.   |
| -------------- | ---------------------- | ------------- | ------------------- | ------ |
| Argentina      | CAPIF                  | Oro           | 30000               | [ 18 ] |
| Australia      | ARIA                   | Oro           | 35000               | [ 19 ] |
| Canadá         | Music Canada           | Platino       | 100000              | [ 20 ] |
| Chile          | IFPI                   | Oro           | 7500                | [ 21 ] |
| Estados Unidos | RIAA                   | 3× platino    | 3000000             | [ 12 ] |
| Irlanda        | IRMA                   | Oro           | 7500                | [ 22 ] |
| México         | AMPROFON               | Oro           | 50000               | [ 23 ] |
| Nueva Zelanda  | RMNZ                   | Oro           | 7500                | [ 24 ] |
| Reino Unido    | BPI                    | Platino       | 300000              | [ 25 ] |

### Posicionamiento en listas
| Lista                       | Posición más alta |
| --------------------------- | ----------------- |
| Australia                   | 38                |
| EE. UU.: Billboard 200      | 28                |
| EE. UU.: Heatseekers Albums | 1                 |
| EE. UU.: Top Catalog Albums | 39                |

## Lista de canciones
| Three Cheers For Sweet Revenge |                                                          |          |  |
| N.º                            | Título                                                   | Duración |  |
| 1.                             | «Helena»                                                 | 3:22     |  |
| 2.                             | «Give 'Em Hell, Kid»                                     | 2:18     |  |
| 3.                             | «To The End»                                             | 3:01     |  |
| 4.                             | «You Know What They Do To Guys Like Us In Prison»        | 2:53     |  |
| 5.                             | «I'm Not Okay (I Promise)»                               | 3:08     |  |
| 6.                             | «The Ghost Of You»                                       | 3:23     |  |
| 7.                             | «The Jetset Life Is Gonna Kill You»                      | 3:37     |  |
| 8.                             | «Interlude»                                              | 0:57     |  |
| 9.                             | «Thank You For The Venom»                                | 3:41     |  |
| 10.                            | «Hang 'Em High»                                          | 2:47     |  |
| 11.                            | «It's Not a Fashion Statement, It's a Fucking Deathwish» | 3:30     |  |
| 12.                            | «Cemetery Drive»                                         | 3:08     |  |
| 13.                            | «I Never Told You What I Do For A Living»                | 3:51     |  |
| 39:36                          |                                                          |          |  |

| Bonus track |                                                               |          |  |
| N.º         | Título                                                        | Duración |  |
| 14.         | «Bury Me In Black» (demo; bonus track en la edición japonesa) | 2:37     |  |

## Créditos
| My Chemical Romance - Gerard Way: voz; - Ray Toro: guitarra principal; - Frank Iero: guitarra rítmica; - Mikey Way: bajo; - Matt Pelissier: batería, percusión. Músicos adicionales y trabajo artístico - Howard Benson: órgano Hammond B3 1958; - Justin Borucki: fotografía; - Gerard Way: carátula (Demolition Lovers II) y dibujo interior de la caja (Just The Way It Goes); - Mark Holley: asistencia de diseño. | Personal técnico - Howard Benson: producción; - Rich Costey y Howard Benson: mezcla de audio; - Craig Aaronson: artists and repertoire; - Brian Schechter: representación; - Stacy Fass: asuntos legales; - Matt Galle: agente de talentos; - Mike Plotnikoff: grabación; - Eric Miller: ingeniería adicional; - Paul Decarlli: programación y edición en Pro Tools; - Jon Nicholson y Keith Nelson: técnicos de guitarras; - Tom Baker: masterización; - Matt Griffen y Dana Childs: coordinación de producción. |